# Lijst van voetbalinterlands Duitsland - Noord-Ierland
Deze lijst van voetbalinterlands is een overzicht van alle officiële voetbalwedstrijden tussen de nationale teams van (West-)Duitsland en Noord-Ierland. De landen speelden tot op heden negentien keer tegen elkaar. De eerste ontmoeting, een groepswedstrijd tijdens het Wereldkampioenschap voetbal 1958, werd gespeeld in Malmö (Zweden) op 15 juni 1958. Het laatste duel, een kwalificatiewedstrijd voor het Europees kampioenschap voetbal 2020, vond plaats op 19 november 2019 in Frankfurt am Main.

## Wedstrijden
| №  | Plaats            | Datum            | Competitie           | Wedstrijd                      | Uitslag |
| -- | ----------------- | ---------------- | -------------------- | ------------------------------ | ------- |
| 1  | Malmö             | 15 juni 1958     | WK 1958              | West-Duitsland – Noord-Ierland | 2 – 2   |
| 2  | Belfast           | 26 oktober 1960  | WK 1962 kwalificatie | Noord-Ierland – West-Duitsland | 3 – 4   |
| 3  | West-Berlijn      | 10 mei 1961      | WK 1962 kwalificatie | West-Duitsland – Noord-Ierland | 2 – 1   |
| 4  | Belfast           | 7 mei 1966       | Vriendschappelijk    | Noord-Ierland – West-Duitsland | 0 – 2   |
| 5  | Keulen            | 27 april 1977    | Vriendschappelijk    | West-Duitsland – Noord-Ierland | 5 – 0   |
| 6  | Belfast           | 17 november 1982 | EK 1984 kwalificatie | Noord-Ierland – West-Duitsland | 1 – 0   |
| 7  | Hamburg           | 16 november 1983 | EK 1984 kwalificatie | West-Duitsland – Noord-Ierland | 0 – 1   |
| 8  | Bremen            | 2 juni 1992      | Vriendschappelijk    | Duitsland – Noord-Ierland      | 1 – 1   |
| 9  | Belfast           | 29 mei 1996      | Vriendschappelijk    | Noord-Ierland – Duitsland      | 1 – 1   |
| 10 | Neurenberg        | 9 november 1996  | WK 1998 kwalificatie | Duitsland – Noord-Ierland      | 1 – 1   |
| 11 | Belfast           | 20 augustus 1997 | WK 1998 kwalificatie | Noord-Ierland – Duitsland      | 1 – 3   |
| 12 | Belfast           | 27 maart 1999    | EK 2000 kwalificatie | Noord-Ierland – Duitsland      | 0 – 3   |
| 13 | Dortmund          | 8 september 1999 | EK 2000 kwalificatie | Duitsland – Noord-Ierland      | 4 – 0   |
| 14 | Belfast           | 4 juni 2005      | Vriendschappelijk    | Noord-Ierland – Duitsland      | 1 – 4   |
| 15 | Parijs            | 21 juni 2016     | EK 2016              | Noord-Ierland – Duitsland      | 0 – 1   |
| 16 | Hannover          | 11 oktober 2016  | WK 2018 kwalificatie | Duitsland − Noord-Ierland      | 2 − 0   |
| 17 | Belfast           | 5 oktober 2017   | WK 2018 kwalificatie | Noord-Ierland − Duitsland      | 1 − 3   |
| 18 | Belfast           | 9 september 2019 | EK 2020 kwalificatie | Noord-Ierland − Duitsland      | 0 − 2   |
| 19 | Frankfurt am Main | 19 november 2019 | EK 2020 kwalificatie | Duitsland − Noord-Ierland      | 6 − 1   |
| 20 | Keulen            | 7 september 2025 | WK 2026 kwalificatie | Duitsland − Noord-Ierland      |         |
| 21 | Belfast           | 13 oktober 2025  | WK 2026 kwalificatie | Noord-Ierland − Duitsland      |         |

## Samenvatting
| Competitie        | Totaal gespeeld | Winst Duitsland | Gelijk | Winst Noord-Ierland | Doelsaldo Duitsland – Noord-Ierland |
| ----------------- | --------------- | --------------- | ------ | ------------------- | ----------------------------------- |
| WK-eindronde      | 1               | 0               | 1      | 0                   | 2 − 2                               |
| WK-kwalificatie   | 6               | 5               | 1      | 0                   | 15 − 7                              |
| EK-eindronde      | 1               | 1               | 0      | 0                   | 1 − 0                               |
| EK-kwalificatie   | 6               | 4               | 0      | 2                   | 15 − 3                              |
| Vriendschappelijk | 5               | 3               | 2      | 0                   | 13 − 3                              |
| Totaal            | 19              | 13              | 4      | 2                   | 46 − 15                             |

Wedstrijden bepaald door strafschoppen worden, in lijn met de FIFA, als een gelijkspel gerekend.

## Details

### Eerste ontmoeting
| WK 1958 (Malmö, Zweden, 15 juni 1958): |              | |
| West-Duitsland | 2 – 2        | Noord-Ierland |
| Helmut Rahn 20' Uwe Seeler 79' | goals        | 18' Peter McParland 60' Peter McParland |
| Sepp Herberger | bondscoach   | Peter Doherty |
| Fritz Herkenrath Georg Stollenwerk Erich Juskowiak Horst Eckel Herbert Erhardt Horst Szymaniak Helmut Rahn Fritz Walter Uwe Seeler Hans Schäfer Berni Klodt | opstellingen | Harry Gregg Richard Keith Alf McMichael Danny Blanchflower William Cunningham Robert Peacock Billy Bingham Wilbur Cush Tommy Casey James McIlroy Peter McParland |

### Vijftiende ontmoeting
| EK 2016 (Parijs, Frankrijk, 15 juni 2016): |              | |
| Noord-Ierland | 0 – 1        | Duitsland |
| | goals        | 30' Mario Gómez |
| Michael O'Neill | bondscoach   | Joachim Löw |
| Michael McGovern Aaron Hughes Gareth McAuley Craig Cathcart Jonny Evans Stuart Dallas Oliver Norwood Corry Evans 84' Steven Davis Jamie Ward 70' Conor Washington 59' | opstellingen | Manuel Neuer Jonas Hector Mats Hummels 69' Sami Khedira Mesut Özil 76' Jérôme Boateng Toni Kroos 55' Mario Götze Joshua Kimmich Thomas Müller Mario Gómez |
| Kyle Lafferty 59' Josh Magennis 70' Niall McGinn 84' | wissels      | 55' André Schürrle 69' Bastian Schweinsteiger 76' Benedikt Höwedes                                                                                        |

### Zestiende ontmoeting
| WK 2018 kwalificatie (Hannover, Duitsland, 11 oktober 2016):                                                                                                 |              | |
| Duitsland | 2 – 0        | Noord-Ierland |
| Julian Draxler 13' Sami Khedira 17' | goals        | |
| Joachim Löw | bondscoach   | Michael O'Neill |
| Manuel Neuer Mats Hummels Jonas Hector 81' Sami Khedira Mesut Özil 46' Thomas Müller Jérôme Boateng 69' Julian Draxler Toni Kroos Joshua Kimmich Mario Götze | opstellingen | Michael McGovern Lee Hodson Aaron Hughes Gareth McAuley Jonny Evans Shane Ferguson Steven Davis 73' Oliver Norwood Corry Evans 61' Jamie Ward 76' Josh Magennis |
| İlkay Gündoğan 46' Shkodran Mustafi 69' Kevin Volland 81' | wissels      | 61' Niall McGinn 73' Paddy McNair 76' Kyle Lafferty |
| | gele kaarten | 74' Shane Ferguson |

DFB · A-internationals · Bondscoaches · Duits vrouwenelftal · Olympisch elftal · Duitsland U21 · Duitsland U20 · Duitsland U19 · Duitsland U18 · Duitsland U17 · Duitsland U16 · Vrouwen U17
1905 – 1919 · 
1920 – 1929 · 
1930 – 1939 · 
1940 – 1949 · 
1950 – 1959 · 
1960 – 1969 · 
1970 – 1979 · 
1980 – 1989 · 
1990 – 1999 · 
2000 – 2009 · 
2010 – 2019 · 
2020 – 2029
EK's: 1972 · 
1976 · 
1980 · 
1984 · 
1988 · 
1992 · 
1996 · 
2000 · 
2004 · 
2008 · 
2012 · 
2016 · 
2020 · 
2024
CC: 1999 · 
2005 · 
2017
WK's: 1934 ·
1938 · 
1954 · 
1958 · 
1962 · 
1966 · 
1970 · 
1974 · 
1978 · 
1982 · 
1986 · 
1990 · 
1994 · 
1998 · 
2002 · 
2006 · 
2010 · 
2014 · 
2018 · 
2022
OS: 1912 ·
1928 ·
1936 ·
2016 ·
2020
Albanië ·
Algerije ·
Argentinië ·
Armenië ·
Australië ·
Azerbeidzjan ·
België ·
Bohemen en Moravië ·
Bolivia ·
Bosnië en Herzegovina ·
Brazilië ·
Bulgarije ·
Canada ·
Chili ·
China ·
Colombia ·
Costa Rica ·
Cyprus ·
DDR ·
Denemarken ·
Ecuador ·
Egypte ·
Engeland ·
Estland ·
Faeröer ·
Finland ·
Frankrijk ·
Georgië ·
Ghana ·
Gibraltar ·
GOS ·
Griekenland ·
Hongarije ·
Ierland ·
IJsland ·
Iran ·
Israël ·
Italië ·
Ivoorkust ·
Japan ·
Joegoslavië ·
Kameroen ·
Kazachstan ·
Koeweit ·
Kroatië ·
Letland ·
Liechtenstein ·
Litouwen ·
Luxemburg ·
Malta ·
Marokko ·
Mexico ·
Moldavië ·
Nederland ·
Nieuw-Zeeland ·
Nigeria ·
Noord-Ierland ·
Noord-Macedonië ·
Noorwegen ·
Oekraïne ·
Oman ·
Oostenrijk ·
Paraguay ·
Peru ·
Polen ·
Portugal ·
Roemenië ·
Rusland ·
Saarland ·
San Marino ·
Saoedi-Arabië ·
Schotland ·
Servië ·
Servië en Montenegro · 
Slovenië ·
Slowakije ·
Sovjet-Unie ·
Spanje ·
Thailand ·
Tsjechië ·
Tsjecho-Slowakije ·
Tunesië ·
Turkije ·
Uruguay ·
Verenigde Arabische Emiraten ·
Verenigde Staten ·
Wales ·
Wit-Rusland ·
Zuid-Afrika ·
Zuid-Korea ·
Zweden ·
Zwitserland
Algerije (1982) · 
Algerije (2014) · 
Argentinië (1986) ·
Argentinië (1990) ·
Argentinië (2006) ·
Argentinië (2014) · 
Australië (2010) ·
België (1980) · 
Brazilië (2002) ·
Brazilië (2014) · 
Chili (1982) ·
Costa Rica (2006) ·
Denemarken (1992) ·
Denemarken (2012) · 
Ecuador (2006) ·
Engeland (1966) ·
Engeland (1982) ·
Engeland (2010) ·
Engeland (2021) ·
Frankrijk (2014) · 
Frankrijk (2021) · 
Ghana (2014) ·
Griekenland (2012) · 
Hongarije (1954, 2) ·
Hongarije (2021) ·
Italië (1982) ·
Italië (2006) ·
Italië (2012) · 
Japan (2022) · 
Kroatië (2008) ·
Mexico (2018) ·
Nederland (1974) ·
Nederland (2012) ·
Oekraïne (2016) ·
Oostenrijk (1982) ·
Oostenrijk (2008) ·
Polen (2006) ·
Polen (2008) ·
Polen (2016) ·
Portugal (2006) ·
Portugal (2008) ·
Portugal (2012) ·
Portugal (2014) ·
Portugal (2021) ·
Servië (2010) ·
Sovjet-Unie (1972) · 
Spanje (1982) ·
Spanje (2008) ·
Spanje (2022) ·
Tsjechië (1996, 2) · 
Tsjecho-Slowakije (1976) ·
Turkije (2008) ·
Verenigde Staten (2014) ·
Zuid-Korea (2018) ·
Zweden (2006)
IFA · A-internationals · Selecties · Bondscoaches · Noord-Iers vrouwenelftal · Brits olympisch elftal · N-Ierland U21 · N-Ierland U20 · N-Ierland U19 · N-Ierland U18 · N-Ierland U17 · N-Ierland U16
1882 – 1899 ·
1900 – 1919 ·
1920 – 1929 ·
1930 – 1939 ·
1940 – 1949 ·
1950 – 1959 ·
1960 – 1969 ·
1970 – 1979 ·
1980 – 1989 ·
1990 – 1999 ·
2000 – 2009 ·
2010 – 2019 ·
2020 – 2029
EK 2016
WK 1958 · 
WK 1982 · 
WK 1986
1921 · 
1922 · 
1923 · 
1924 · 
1925 · 
1926 · 
1927 · 
1928 · 
1929 · 
1930 · 
1931 · 
1932 · 
1933 · 
1934 · 
1935 · 
1936 · 
1937 · 
1938 · 
1939 · 
1940 · 1941 · 1942 · 1943 · 1944 · 1945 · 
1946 · 
1947 · 
1948 · 
1949 · 
1950 · 
1952 · 
1952 · 
1953 · 
1954 · 
1955 · 
1956 · 
1957 · 
1958 · 
1959 · 
1960 · 
1961 · 
1962 · 
1963 · 
1964 · 
1965 · 
1966 · 
1967 · 
1968 · 
1969 · 
1970 · 
1971 · 
1972 · 
1973 · 
1974 · 
1975 · 
1976 · 
1977 · 
1978 · 
1979 · 
1980 · 
1981 · 
1982 · 
1983 · 
1984 · 
1985 · 
1986 · 
1987 · 
1988 · 
1989 · 
1990 ·
1991 · 
1992 · 
1993 · 
1994 · 
1995 · 
1996 · 
1997 · 
1998 · 
1999 · 
2000 · 
2001 · 
2002 · 
2003 · 
2004 · 
2005 · 
2006 · 
2007 · 
2008 · 
2009 · 
2010 · 
2011 · 
2012 · 
2013 · 
2014 · 
2015 · 
2016 · 
2017 · 
2018 · 
2019 · 
2020 · 
2021 ·
2022 ·
2023 ·
2024
Albanië ·
Algerije ·
Andorra ·
Argentinië ·
Armenië ·
Australië ·
Azerbeidzjan ·
Barbados ·
België ·
Bosnië en Herzegovina ·
Brazilië ·
Bulgarije ·
Canada ·
Chili ·
Colombia ·
Costa Rica ·
Cyprus ·
Denemarken ·
Duitsland ·
Engeland ·
Estland ·
Faeröer ·
Finland ·
Frankrijk ·
Georgië · 
Griekenland ·
Honduras ·
Hongarije ·
Ierland ·
IJsland ·
Israël ·
Italië ·
Joegoslavië ·
Kazachstan ·
Kosovo ·
Kroatië ·
Letland ·
Liechtenstein ·
Litouwen ·
Luxemburg · 
Malta ·
Marokko ·
Mexico ·
Moldavië ·
Montenegro ·
Nederland ·
Nieuw-Zeeland ·
Noorwegen ·
Oekraïne ·
Oostenrijk ·
Panama ·
Polen ·
Portugal ·
Qatar ·
Roemenië ·
Rusland ·
Saint Kitts en Nevis ·
San Marino ·
Schotland ·
Servië ·
Servië en Montenegro ·
Slovenië ·
Slowakije ·
Sovjet-Unie ·
Spanje ·
Thailand ·
Trinidad en Tobago ·
Tsjechië ·
Tsjecho-Slowakije ·
Turkije ·
Uruguay ·
Verenigde Staten ·
Wales ·
Wit-Rusland · 
Zuid-Korea ·
Zweden ·
Zwitserland
Frankrijk (1982) · Oekraïne (2016) · Oostenrijk (1982) · Polen (2016)